# Пыжово (Московская область)
Пыжово — деревня в Зарайском районе Московской области, в составе муниципального образования сельское поселение Каринское (до 29 ноября 2006 года входила в состав Каринского сельского округа), деревня связана автобусным сообщением с райцентром и соседними населёнными пунктами.

## География
Пыжово расположено в 9 км на юг от Зарайска, у устья малой реки  Песоченка, левого притока реки верхний Осётрик, высота центра деревни над уровнем моря — 148 м.

## Население
| 2002 | 2006 | 2010 |
| ---- | ---- | ---- |
| 93   | ↗114 | ↘106 |

## История
Пыжово впервые в исторических документах упоминается в 1594—1597 годах; на 1790 год в нём числилось 40 дворов и 296 жителей, в 1858 году — 53 двора и 304 жителя, в 1906 году — 53 двора и 403 жителя. В 1930 году был образован колхоз «Путь к социализму», с 1950 года в составе колхоза «Вперед», с 1961 года — в составе совхоза «Зарайский».
В 1760 году в Пыжово была построена деревянная Воскресенская церковь, в 1869 году сооружено новое здание, сломанное в середине XX века.